# 천북초등학교 물천분교
천북초등학교 물천분교는 대한민국 경상북도 경주시에 있었던 공립 초등학교이다.

## 학교 연혁
- 1949년 10월 13일 물천국민학교 인가
- 1994년 9월 1일 천북국민학교 물천분교로 편입
- 1996년 3월 1일 천북초등학교 물천분교로 개칭
- 2017년 2월 28일 폐교[1]

## 참고 자료
- 천북초등학교물천분교장 - 한국교육학술정보원 학교알리미